# Nabila Aghanim
Nabila Aghanim   (Alger) és una cosmòlega observacional algeriana, la investigació del qual es refereix a la interpretació del fons còsmic de microones i la llum que emet sobre la formació i l'evolució de les galàxies, i l'estructura dels filaments galàctics i el medi intergalàctic càlid-calent.
Treballa a França com a directora de recerca del Centre Nacional de la Recerca Científica de França (CNRS), associat a l'Institut d'Astrofísica Espacial de la Universitat París-Saclay.

## Educació i carrera professional
Aghanim és originari d'Alger. Després de completar un Diplôme d'études supérieures a Algèria, a la Universitat de Ciències i Tecnologia Houari Boumediene, va viatjar a França per a la recerca d'un doctorat en astrofísica a la Universitat Diderot de París. La seva tesi de 1996, Contribution a l'etude des anisotropies secondaires du fond de rayonnement cosmologique (Contribució a l'estudi de les anisotropies secundàries dels fons de radiació cosmològic), va ser dirigida per Jean-Loup Puget.
La investigació postdoctoral d'Aghanim a la Universitat de Califòrnia, Berkeley, es va veure truncada després de sis mesos per la dificultat d'obtenir un visat per romandre més temps als Estats Units d'Amèrica, a causa de la Guerra Civil d'Algèria. En canvi, després de continuar la seva recerca al Centre Nacional d'Estudis Espacials de França, es va convertir en investigadora del CNRS l'any 1999. Va ser promoguda a directora de recerca el 2010. El 2016 va ser nomenada directora de l'Observatori de les Ciències de l'Univers de la Universitat París-Saclay.

## Premis i reconeixements
Aghanim va rebre la medalla de bronze del CNRS el 2005, i la medalla de plata del CNRS el 2017.
Va ser la guanyadora del 2022 del Gran premi Huy Duong Bui de l'Acadèmia Francesa de les Ciències.